# Alluviaal

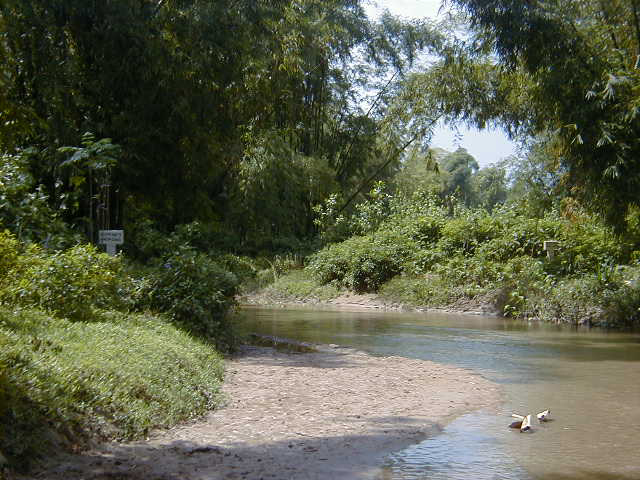
Op de binnenbocht van een meander vindt sedimentatie plaats.

Alluviaal of alluvium is het losse materiaal (regoliet) dat als sediment door een rivier is afgezet. Een rivier is alluviaal als hij over zijn eigen afzettingen stroomt, waardoor erosie mogelijk is van materiaal dat elders weer wordt afgezet.  Rivieren kunnen evenwel niet-alluviale vakken hebben. Rotslagen, begroeiing bijvoorbeeld in de uiterwaarden of kleilagen vormen hier de bodem, waardoor erosie niet mogelijk is. Het gevolg is dat de sedimenttransportformules niet meer gelden; er kan namelijk meer sediment worden vervoerd dan er wordt aangeboden. Alle sedimenttransport is dan spoeltransport geworden.

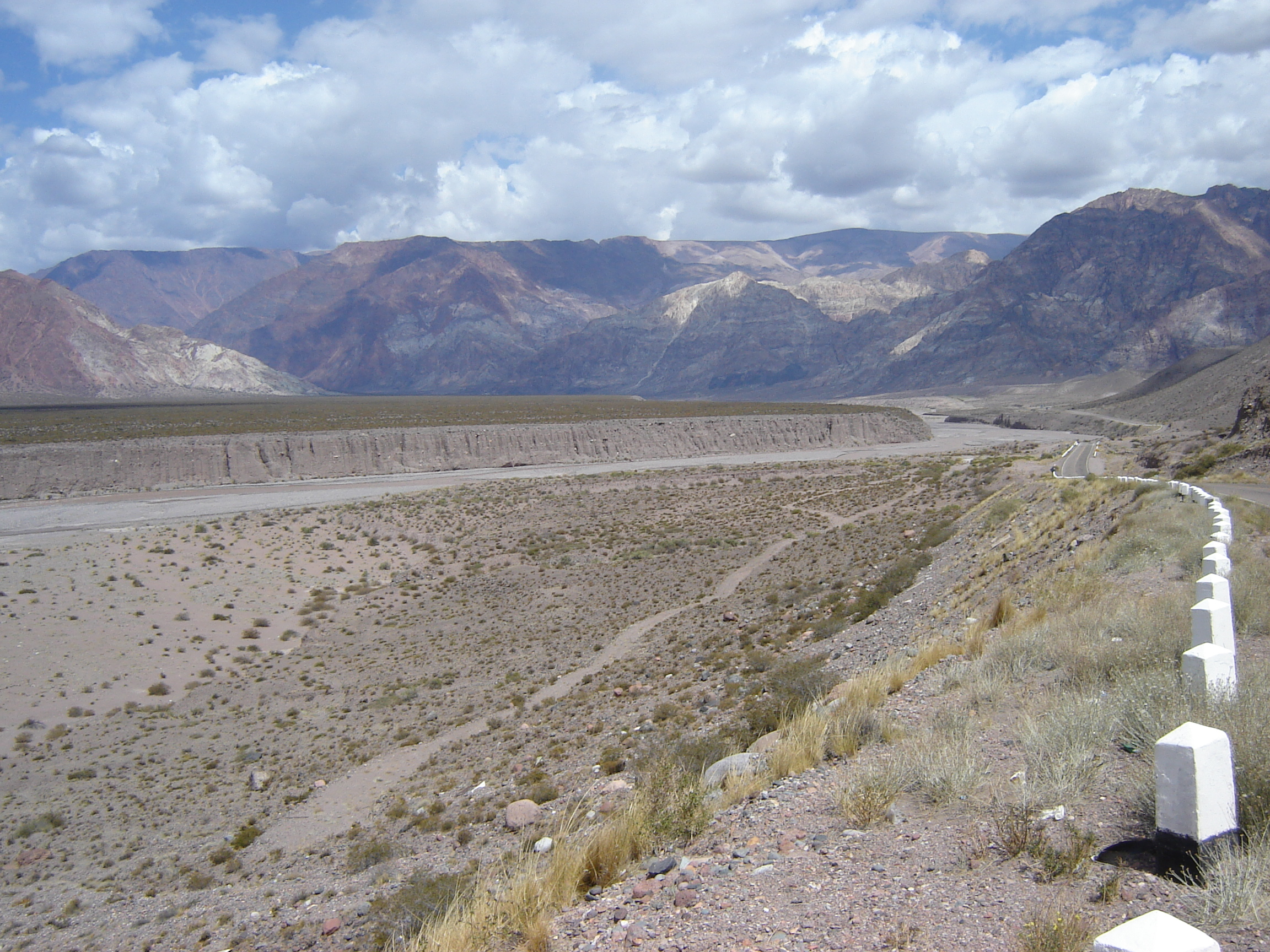
Eerder afgezet alluvium wordt geërodeerd aan de steilwand op de hoge oever en elders weer afgezet.
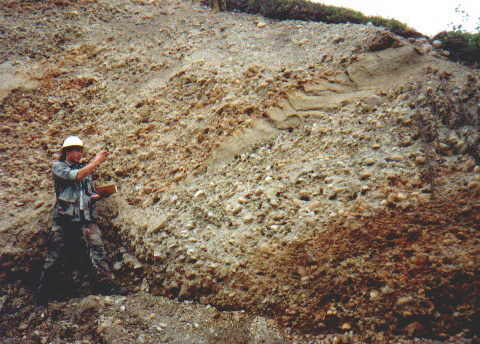
Alluviale sedimenten in een profiel
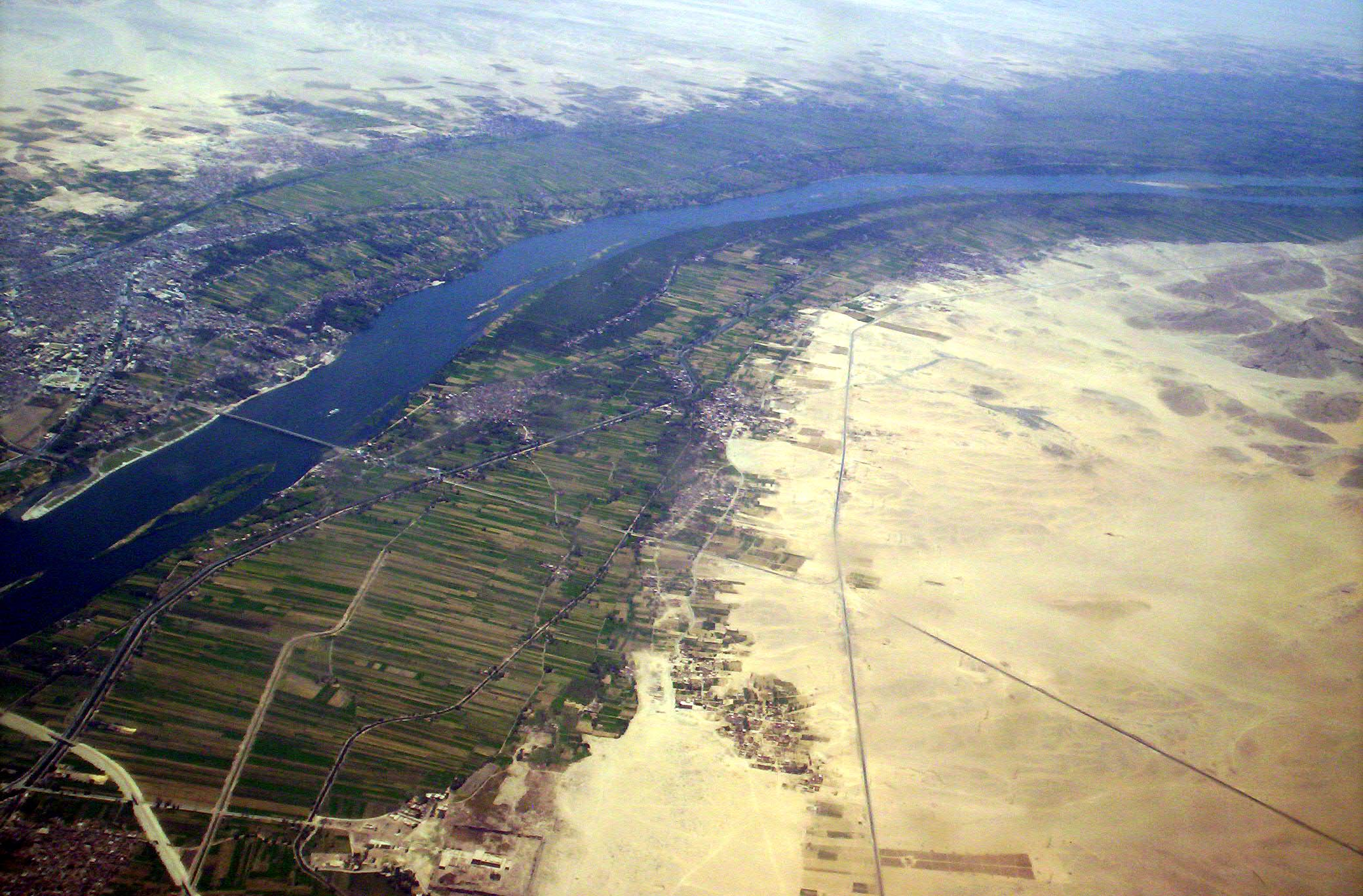
Alluviale vlakte van de Nijl bij Luxor